# Маленькая принцесса (роман, 1905)
«Маленькая принцесса» (англ. A Little Princess) — роман для детей английской писательницы Фрэнсис Элизы Бёрнетт.
По опросу 2007 года, проведённому Национальной ассоциацией образования в США, роман «Маленькая принцесса» вошёл в топ-100 детских книг, рекомендуемых для школ.
Первый русский перевод книги (журнальная версия) был сделан в 1903 году Александрой Рождественской.

## Сюжет
Овдовевший капитан Ральф Кру привозит из Индии в Лондон свою маленькую дочь Сару и отдаёт её учиться в пансион для девочек. Директриса мисс Мария Минчин сразу невзлюбила новую воспитанницу, но вынуждена скрывать неприязнь, поскольку отец Сары очень богат, и такая воспитанница выгодна для пансиона. Ральф Кру собирается заняться в Индии добычей алмазов, поэтому просит мисс Минчин организовать для Сары самые лучшие условия, как для настоящей принцессы: у неё отдельная спальня, личная служанка и множество красивых платьев. Несмотря на это, в Саре нет ни снобизма, ни высокомерия, это открытый и любознательный ребёнок, который вежлив со всеми, и это ещё больше раздражает мисс Минчин. Так проходит два года, в течение которых Саре удаётся завоевать любовь большинства других воспитанниц, скромной сестры мисс Минчин Амелии и даже подружиться со всеми угнетаемой сверстницей-служанкой Бекки, для которой становится единственной опорой.
Близится 11-летие Сары, которое мисс Минчин хочет отметить с шиком, хотя Сара не очень-то рада такому вниманию к себе. Но именно в день её рождения в пансион приезжает поверенный Ральфа Кру и сообщает, что алмазные копи, которыми занимался отец Сары, оказались вовсе не алмазными и разорили его, а его компаньон, испугавшись, сбежал. И на фоне всего этого капитан Кру подхватил тропическую лихорадку и умер. Поняв, что Сара больше не богатая наследница, мисс Минчин даёт волю своей злобе: не щадя чувств девочки, она срывает её день рождения и изгоняет Сару из её красиво обставленных покоев в каморку на чердаке. Опасаясь огласки, директриса не может вышвырнуть круглую сироту на улицу, и бывшая привилегированная ученица остаётся на птичьих правах в пансионе, где трудится служанкой, девочкой на побегушках наравне с Бекки. Только дружба с последней, а также память об отце и его наставления помогают Саре морально выдержать свалившееся на неё несчастье. И даже в такой ситуации она сохраняет чувство гордости и не даёт отчаянию и злости овладеть её умом и сердцем. Однажды девочка, страдая от голода и холода, находит на улице монету и покупает в булочной несколько пышек, но выйдя на улицу, сталкивается с нищей сверстницей Энн, которая почти на грани обморока, и в итоге отдаёт всё купленное ей.
Так проходит почти два года, в течение которых мисс Минчин нещадно эксплуатирует девочку. По соседству с пансионом поселяется богатый и больной господин из Индии Том Карисфорд, который, как выясняется, и является тем самым компаньоном Ральфа Кру. Оказалось, что капитан Кру и индийский джентльмен (как его называют в пансионе) были настолько увлечены алмазными копями, что последний начал терять рассудок. Это и послужило причиной тому, что Карисфорд решил, будто алмазные копи вовсе не алмазные, и они разорены. К тому моменту у него начиналось воспаление мозга (наверное, менингит), поэтому он сбежал. Когда сильно ослабленный болезнью Карисфорд почти оправился и сумел спасти свой и капитана Кру бизнес, алмазные копи стали приносить колоссальный доход. Но капитан Кру уже умер, и всё это стало и продолжает сохраняться за Сарой, как за наследницей, но беда в том, что Карисфорд не знает, где она — капитан Кру в своё время так и не сообщил ему, куда он отдал учиться дочь, и для мучающегося сильным чувством вины (оно не даёт ему полностью выздороветь) Карисфорда поиск Сары становится смыслом жизни. Как-то раз, случайно увидев возвращающуюся с базара Сару и опечалившись её видом, Карисфорд решает, что если он пока не нашёл Сару, то лучше он будет помогать инкогнито этой девочке. Он начинает тайно посылать Саре посылки с платьями, бельём и продуктами, и мисс Минчин не может ничего возразить на это: она думает, что у Сары объявился богатый родственник. Жизнь Сары (а вместе с ней и Бекки) постепенно улучшается.
Однажды в комнату Сары залезает ручная обезьянка Карисфорда, и Сара решает вернуть её хозяину. В разговоре с ним Сара случайно упоминает вещи, благодаря которым Карисфорд понимает, кто она такая. В итоге всё складывается удачно. Сара переезжает жить к Карисфорду, который становится её опекуном. Бекки, которая даже в этот тяжёлый период считала Сару настоящей принцессой и продолжала ей прислуживать, становится её личной служанкой. Когда мисс Минчин пытается уговорить Сару вернуться в пансион и доходит до того, что угрожает подать в суд, и что Сара никогда больше не увидит никого из своих друзей, Сара проявляет стойкость, вспомнив, как был сорван её день рождения. А мисс Амелия, узнав правду про Сару, впервые набирается мужества и прямо высказывает сестре всё, что думает о её обращении с Сарой. В том числе она прямо говорит, что репутация их пансиона теперь зависит от того, будет ли Сара молчать о том, в каких условиях она жила там почти два года. После этих слов, мисс Минчин начинает бояться сестры так же, как раньше мисс Амелия боялась её. Ведь именно мисс Минчин довела и без того скромную и забитую Амелию до неспособности отстаивать свои интересы. В финальной сцене Сара и выздоровевший мистер Карисфорд наведываются в ту самую булочную, где обнаруживают, что хозяйка булочной взяла к себе на попечение Энн, которая теперь в полном достатке трудится за прилавком. Сара заключает с хозяйкой сделку, предлагая отныне покрывать расходы на всю еду, которую в этой булучной подадут любому голодающему ребёнку.

## Работа над романом
В 1888 году Фрэнсис Элиза Бёрнетт пишет повесть «Сара Кру, или О том, что случилось в пансионе мисс Минчин» (англ. Sara Crewe: or, What Happened at Miss Minchin's Boarding School), которая публикуется по частям в журнале «Сэнт-Николас».
В 1902 году Бёрнетт вновь обращается к истории про Сару Кру и пишет пьесу «Маленькая принцесса не из сказки». Пьеса ставится в Лондоне осенью того же года. В Нью-Йорке на Бродвее пьеса ставится в 1903 году под коротким названием «Маленькая принцесса» и имеет успех.
В 1905 году писательница создаёт окончательную версию романа «Маленькая принцесса».
Есть сведения, что сюжет был вдохновлён неоконченным произведением Шарлотты Бронте «Эмма», первые две главы которого были опубликованы в литературном журнале «Корнхилл» в 1860 году. В этих главах рассказывалось о богатой наследнице с таинственным прошлым, которая живёт в пансионе для девочек.

## Продолжения романа
В 2009 году вышла в свет книга Хилари МакКей (англ. Hilary McKay) Wishing For Tomorrow. В ней рассказано о жизни других воспитанниц пансиона мисс Минчин после того, как Сара и её подруга Бекки покинули пансион.

## Экранизации книги
- «Маленькая принцесса», фильм 1917 года, США. В роли Сары Кру — Мэри Пикфорд.
- «Маленькая принцесса», фильм 1939 года[англ.], США. В роли Сары Кру снялась Ширли Темпл. По сюжету фильма, в отличие от книги, отец Сары не погибает, а оказывается пропавшим без вести во время войны. Конец фильма счастливый: семья воссоединяется.
- «Принцесса Сара», японский аниме-сериал 1985 года, 46 серий. Сару озвучивала Суми Симамото.
- «Маленькая принцесса, мини-сериал 1986 года[англ.], Англия, 6 серий. Эта экранизация сделана особенно близко к оригинальному тексту.
- «Маленькая принцесса», фильм 1995 года, США. Ремейк фильма 1939 года, в котором отец Сары остаётся жив. Действие фильма перенесено из Лондона в Нью-Йорк времён Первой мировой войны.
- «Маленькая принцесса», фильм 1997 года, Россия. Фильм Владимира Грамматикова, в роли Сары — Анастасия Меськова.
- «Маленькая принцесса», сериал 2009 года, Япония. Действия сюжета развиваются в современной Японии.